# Антонио Ернандез Паласиос
Антонио Ернандез Паласиос (шп. Antonio Hernandez Palacios; Мадрид, 16. јун 1921 — Мадрид, 19. јануар 2000) био је шпански стрип-цртач, сценариста и илустратор. Дипломирао је уметничку школу у Мадриду, а након Шпанског грађанског рата запослио се као дизајнер филмских плаката. Стрипом се почео бавити релативно касно, тек почетком 70-их година 20. века, када је у шпанском стрип-часопису Тринка објавио прве епизоде историјског стрипа Ел Сид (El Cid), вестерна Манос Кели (Manos Kelly) и ратног стрипа Војникова плата (шп. La paga del soldado).
Са писцем Жан-Пјером Гурмеланом (фр. Jean-Pierre Gourmelen) започео је 1974. епски вестерн-стрип Мек Кој (шп. Mac Coy), који је у почетку излазио у француским и белгијским стрип-часописима Тентен, Пилот, Пилот е Шарли, Лаки Лак, а касније у стрип-албумима издавачке куће Дарго (фр. Dargaud).
Аутор је и неколико стрипова са темама из шпанске историје као што су Прво Колумбово путовање - далека свећа, Боливар ослободилац, Елој ...
Године 1974. добио је награду Жути деран на фестивалу стрипа у Луки (Италија).
Сматра се једним од највећих мајстора реалистичног стрипа, чији је јединствени барокни стил препознатљив по неочекиваним контрастима боја.